# 天津市民族和宗教事务委员会
天津市民族和宗教事务委员会是中华人民共和国天津市人民政府主管民族和宗教事务工作的组成部門。

## 下属机构
- 办公室
- 研究室
- 政策法规处
- 人事教育处
- 民族一处（经济）
- 民族二处（文化教育）
- 宗教一处（天主教）
- 宗教二处（基督教）
- 宗教三处（佛教道教）
- 宗教四处（伊斯兰教）[1]